# Lepidochrysops robertsoni
Lepidochrysops robertsoni är en fjärilsart som beskrevs av Cottrell 1965. Lepidochrysops robertsoni ingår i släktet Lepidochrysops och familjen juvelvingar. Inga underarter finns listade i Catalogue of Life.